# Marian Józef Ryx
Marian Józef Ryx (ur. 10 grudnia 1853 w Warszawie, zm. 1 czerwca 1930 w Krakowie) – polski duchowny rzymskokatolicki, rektor seminarium duchownego w Sandomierzu w latach 1895–1907, biskup diecezjalny sandomierski w latach 1910–1930.

## Życiorys
Urodził się 10 grudnia 1853 w Warszawie. Jego rodzicami byli Kazimierz i Józefa z domu Szylingów. Uczęszczał do gimnazjum w Radomiu. Od 1873 zdobywał formację w seminarium duchownym w Sandomierzu, a od 1876 studiował w Akademii Duchownej w Petersburgu, gdzie w 1880 uzyskał magisterium z teologii. Na prezbitera został wyświęcony 25 lipca 1879 w Sandomierzu przez miejscowego biskupa diecezjalnego Michała Juszyńskiego.
Był rektorem kościoła św. Józefa w Sandomierzu, a od 1886 proboszczem parafii św. Stanisława Biskupa i Męczennika w Wierzbicy. W 1880 podjął wykłady w sandomierskim seminarium duchownym, zaś w latach 1895–1907 piastował urząd rektora uczelni. W 1892 został mianowany kanonikiem sandomierskim, a w 1903 oficjałem. Po śmierci ordynariusza Stefana Aleksandra Zwierowicza od 10 stycznia 1908 zarządzał diecezją sandomierską.
7 kwietnia 1910 papież Pius X mianował go biskupem diecezjalnym diecezji sandomierskiej. Święcenia biskupie otrzymał 19 czerwca 1910 w Petersburgu. Konsekrował go arcybiskup metropolita mohylewski Wincenty Kluczyński w asyście Stefana Denisewicza, biskupa pomocniczego mohylewskiego, i Augustyna Łosińskiego, biskupa diecezjalnego kieleckiego. Rządy w diecezji objął 3 lipca 1910. W ich trakcie przeprowadził pierwszy synod diecezjalny (1923), zorganizował niższe seminarium duchowne, odnowił katedrę sandomierską, utworzył 13 parafii, a także powiększył liczbę dekanatów z 7 do 21.
Sporadycznie uczestniczył w zjazdach Episkopatu Polski, nie brał udziału w pracach żadnej jego komisji. W 1918 udzielił sakry biskupowi pomocniczemu sandomierskiemu Pawłowi Kubickiemu. W 1912 był uczestnikiem kongresu eucharystycznego w Wiedniu.
Zmarł 1 czerwca 1930 w Krakowie. Został pochowany w podziemiach katedry w Sandomierzu.